# Masteria spinosa
Espèce
Synonymes
- Accola spinosa Petrunkevitch, 1925

Masteria spinosa est une espèce d'araignées mygalomorphes de la famille des Dipluridae.

## Distribution
Cette espèce est endémique du Panama.

## Publication originale
- Petrunkevitch, 1925 : Arachnida from Panama. Transactions of the Connecticut Academy of Arts and Sciences, vol. 27, no 2, p. 51-248.